# Les Forges, Morbihan

Les Forges este o comună în departamentul Morbihan, Franța. În 1 ianuarie 2018 avea o populație de 440 de locuitori.